# Giovanni Caroto
Giovanni Battista Caroto (Verona, 1488 - Verona, 1563/1566) fue un pintor italiano, activo durante el Renacimiento tardío.

## Biografía
Giovanni perteneció a una familia de artistas, pues varios de sus hermanos también fueron pintores. El más conocido de ellos fue Gian Francesco. No sabemos quien fue su maestro, aunque muchos autores asumen que se formó en el taller que regentaba su hermano mayor. En todo caso, su obra revela la influencia de artistas como Girolamo dai Libri o Francesco Morone.
El estilo de Giovanni es más clásico que el de su hermano; consiguió con el tiempo escapar de una cierta rigidez en las figuras de sus primeros trabajos. Su obra de madurez logra alcanzar grandes cotas de calidad, pues consigue imprimir a sus pinturas un aire de grandeza muy propio del Alto Renacimiento. A destacar los paisajes que enmarcan algunas de ellas, que denotan una gran atención al detalle y recuerdan a los artistas flamencos de su época.
Su trabajo como estudioso de la antigüedad clásica tal vez le impidió ser tan prolífico como su hermano. De su mano son una serie de dibujos de los restos romanos de la comarca de Verona, que fueron grabados y publicados en 1560. Estos diseños son notables porque el artista no puede evitar la tentación de «reconstruir» las ruinas según su propia fantasía, añadiendo detalles arquitectónicos y escultóricos de su propia cosecha.
El trabajo de ambos hermanos Caroto se confunde en bastantes ocasiones, siendo varias las obras de adjudicación dudosa a uno u otro. Consta que colaboraron en al menos dos ocasiones, siendo la más notable la decoración de la Villa del Bene en Volargne. Allí cada uno se encargó de unas estancias concretas. Las de Giovanni se hallan repletas de hermosas cornucopias, animales, figuras y panoplias realizadas en un impactante estilo monocromo. Las escenas bíblicas incluidas destlan un fuerte sabor clasicista.

## Obras destacadas

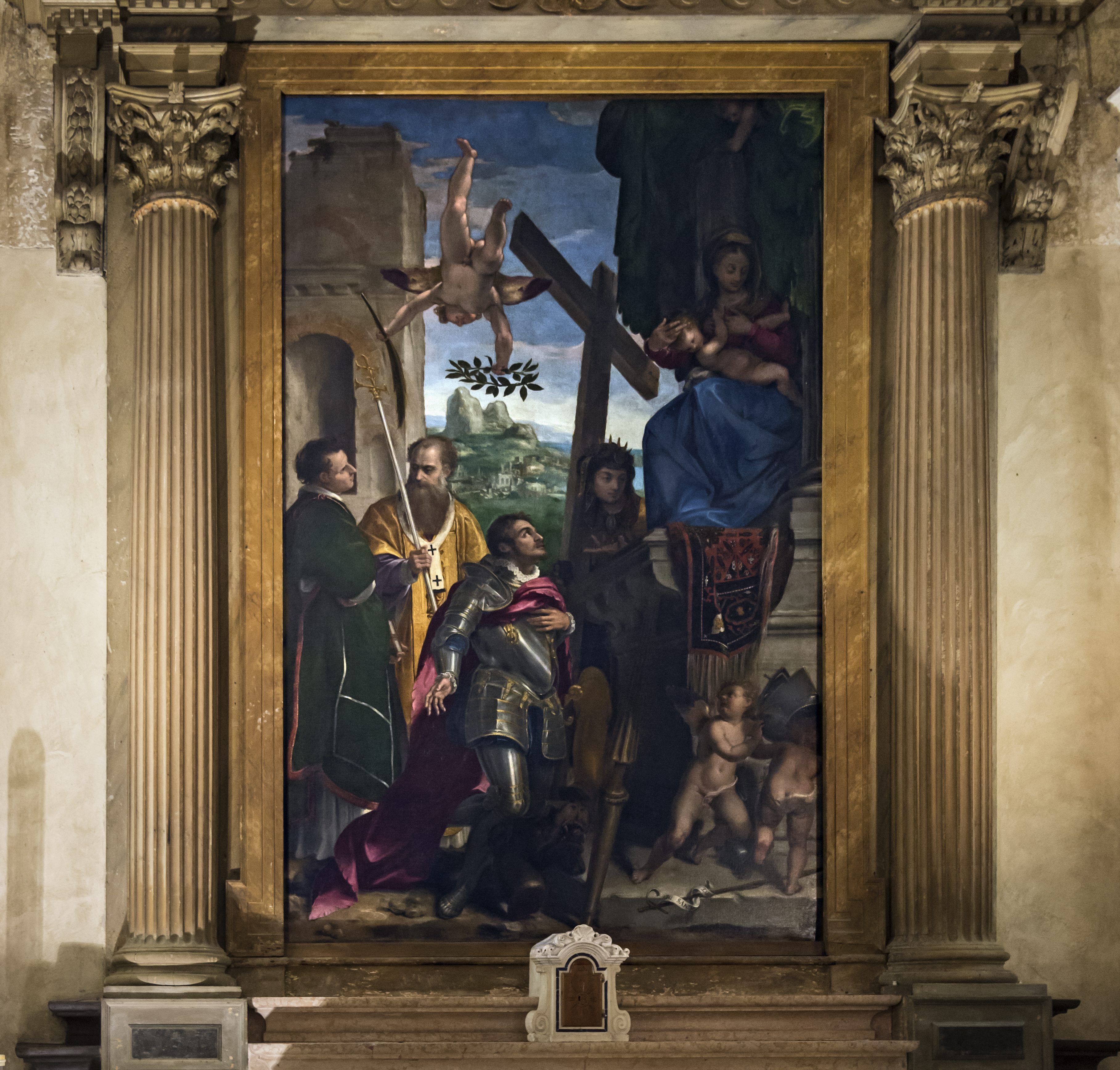
Virgen entronizada con el Niño y los santos

- Anunciación (1508, San Giorgio in Braida, Verona)
- Virgen entronizada con el Niño y los santos Esteban y Martín (1514, Catedral de Verona)
- Virgen entronizada con el Niño y los santos Pedro y Pablo (1516, San Paolo, Verona)
- San Pablo (c. 1520, Museo de Castelvecchio, Verona)
- San Jorge (c. 1520, Museo de Castelvecchio, Verona)
- Autorretrato del artista con su esposa Placida (1530, Museo de Castelvecchio, Verona)
- Arcángeles Miguel y Gabriel (1530, Capilla Fontanelli, Santa Maria in Organo, Verona), fresco.
- Frescos de Villa del Bene (1551, Volargne)
  - Bautismo de Cristo